# Miyu Tomita
Miyu Tomita (富田 美憂, Tomita Miyu), née le 15 novembre 1999 dans la préfecture de Saitama, est une seiyū et une chanteuse japonaise.
Après avoir aspiré à devenir une doubleuse pendant ses études à l'école primaire, elle participe à deux auditions de doubleuse en 2014, remportant l'une d'entre elles. Elle est notamment connue pour avoir jouée le rôle d'Otako dans Oshiete! Galko-chan, Yume Nijino dans Aikatsu Stars!, Gabriel White Tenma dans Gabriel DropOut, Riko dans Made in Abyss, Rizu Ogata dans We Never Learn, Chuatury "Chuchu" Panlunch dans Mobile Suit Gundam: The Witch from Mercury, Miko Iino dans Kaguya-sama: Love is War, Matsuri Kazamaki (femme) dans Ayakashi Triangle et Layla dans Genshin Impact.

## Biographie

### Jeunesse et formation
Tomita naît dans la préfecture de Saitama le 15 novembre 1999. Elle s'intéresse au doublage à l'école primaire, après avoir regardé la série animée Vampire Knight. Elle devient également fan du doubleur Mamoru Miyano pendant cette période. Pendant ses années de lycée, elle était membre du club de mangas de son école. Elle est finaliste de l'audition de doublage Ani-Tan qui se tient en 2014 et, la même année, remporte le Grand Prix lors de l'audition de sélection du programme de développement d'artistes d'acteurs vocaux de 2014.

### Carrière de seiyū
Elle est repérée par six agences après avoir gagné le grand prix du concours pour seiyū, mais décide de travailler pour Amuse.
Elle fait ses débuts en tant que doubleuse en 2015, interprétant différents rôles mineurs dans la série télévisée animée Himouto! Umaru-chan, notamment en doublant la protagoniste Taihei Doma lors d'un flashback.
En 2016, elle est choisie pour son premier rôle majeur en tant qu'Otako dans la série télévisée animée Oshiete! Galko-chan, où elle interprète également l'opening aux côtés de Azumi Waki et Minami Takahashi. Elle est également choisie pour interpréter le personnage de Yume Nijino dans la série télévisée animée Aikatsu Stars!, série pour laquelle elle fait également la voix off d'une publicité. Au cours de la même année, elle est également choisie pour le film d'animation Garo: Divine Flame dans le rôle de Roberto Lewis. En 2017, elle joue le rôle de Gabriel White Tenma dans la série télévisée animée Gabriel DropOut.
Avec les doubleuses Saori Ōnishi, Naomi Ōzora et Kana Hanazawa, elle interprète le thème d'ouverture Gabriel Dropkick et le thème de fin Hallelujah Essaim. Elle interprète aussi le rôle de Kuina Natsugawa dans la série télévisée animée Hinako Note.
Elle fait ses débuts en tant que chanteuse sous Nippon Columbia avec la sortie du single Present Moment le 25 novembre 2019. La chanson titre est utilisée comme thème d'ouverture de la série animée After School Dice Club.
Son fanclub officiel, « + you », est lancé le même jour que le lancement de son premier album, Prologue, le 30 juin 2021.

## Doublage

### Animes
- 2015 : Gochūmon wa usagi desu ka? : camarade de classe A (épisode 8)
- 2015 : Himouto! Umaru-chan : Taihei Doma (jeune, épisode 7), étudiante (épisodes 3-4)
- 2016 : Please Tell Me! Galko-chan : Otako[5]
- 2016 : Aikatsu Stars! : Yume Nijino[6]
- 2017 : Gabriel DropOut : Gabriel White Tenma[9]
- 2017 : Hinako Note : Kuina Natsukawa[11]
- 2017 : Made in Abyss : Riko[15]
- 2017 : Garo: Vanishing Line : Luke (enfant)
- 2018 : Overlord II :Tina[16]
- 2018 : Holmes de Kyoto : Aoi Mashiro[17]
- 2018 : Ms.Vampire Who Lives in My Neighborhood : Sophie Twilight[18]
- 2019 : The Magnificient Kotobuki : Chika[19]
- 2019 : We Never Learn : Rizu Ogata[20]
- 2019 : Journées inutiles des lycéennes : Minami "Yamai" Yamamoto[21]
- 2019 : Club de dés après l'école : Midori Ono[22]
- 2019 : Kaguya-sama : Love is War ? : Miko Iino[23]
- 2019 : Aikatsu en parade ! : Yume Nijino[6]
- 2019 : Réunion Z / X Code : Yuni Tsukigata[24]
- 2020 : Haikyū!! : Akane Yamamoto
- 2020 : Hatena Illusion : Yumemi Hoshisato[25]
- 2020 : A Certain Scientific Railgun T : Mitori Kōzaku[26]
- 2020 : Interspecies Reviewers : Crimvael[27]
- 2020 : Dorohedoro : Ebisu[28]
- 2020 : Tamayomi : Ibuki Kawaguchi[29]
- 2020 : Iwa-Kakeru ! -Filles d'escalade sportive- : Nonoka Sugiura[30]
- 2020 : One Room Troisième saison : Akira Kotokawa[31]
- 2020 : Kuma Kuma Kuma Bear : Shuri[32]
- 2020 : Talentless Nana : Yūka Sasaki[33]
- 2020 : Dogeza: I Tried Asking While Kowtowing : Kanan Misenai, Rei Shioya[34]
- 2021 : Otherside Picnic (en) : Akari Seto[35]
- 2021 : The Hidden Dungeon Only I Can enter : Emma Brightness[36]
- 2021 : Ex-Arm : Yggdrasil[37]
- 2021 : Vivy -Fluorite Eye's Song- : Momoka Kirishima
- 2021 : Les combattants seront déployés ! : Alice Kisaragi[38]
- 2021 : Bataille Athlètes Victoire ReSTART! : Shelley Wong[39]
- 2022 : Sabikui Bisco comme Tirol Ōchagama[40]
- 2022 : Mlle Kuroitsu du département de développement des monstres : Melty[41]
- 2022 : Flamme Shadowverse : Tsubasa Takanashi[42]
- 2022 : Skeleton Knight in Another World : Chiyome[43]
- 2022 : In the Heart of Kunoichi Tsubaki : Tōwata[44]
- 2022 : Kaguya-sama: Love Is War - Ultra Romantic : Miko Iino[45]
- 2022 : Onipan ! : Noriko Issun[46]
- 2022 : The Rising of the Shield Hero 2 : Kizuna Kazayama[47]
- 2022 : Made in Abyss: La ville d’or incandescente : Riko[48]
- 2022 : My Stepmom's Daughter Is My Ex : Isana Higashira[49]
- 2022 : Smile of the Arsnotoria the Animation : Little Alberta[50]
- 2022 : Poupée Prima : Gekka[51]
- 2022 : Shine Post : Homare Torawatari[52]
- 2022 : La bonne que j'ai embauchée récemment est mystérieuse : Natsume Nakashima[53]
- 2022 : Mobile Suit Gundam: The Witch from Mercury : Chuatury Panlunch[54]
- 2022 : Shinobi no Ittoki : Satomi Tsubaki[55]
- 2022 : Tabi Hani : Akari Yashima[56]
- 2023 : Farming Life in Another World : Flora[57]
- 2023 : The Eminence in Shadow 2nd season : 664[58]
- 2023 : Endo and Kobayashi Live! The Latest on Tsundere Villainess Lieselotte (en) : Fiène[59]
- 2023 : Ayakashi Triangle : Matsuri Kazamaki (femme)[60]
- 2023 : Kamisama - Opération Divine : Beltran (femme)[61]
- 2023 : KonoSuba : An Explosion on This Wonderful World ! : Funifura[62]
- 2023 : Too Cute Crisis : Sasara Azuma[63]
- 2023 : Reborn as a Vending Machine, I Now Wander the Dungeon : Shui[64]
- 2023 : The 100 Girlfriends Who Really, Really, Really, Really, Really Love You : Karane Inda[65]
- 2024 : My Instant Death Is So Overpowed : Tomochika Dannoura[66]
- 2024 : The Witch and The Beast : Helga Velvette[67]
- 2024 : Gloutons et Dragons : Mickbell
- 2025 : Les 100 petites amies qui t'aiiiment à en mourir : Karane Inda
- 2025 : Les Promeneuses de l'apocalypse : Airi

### Films d'animations
- 2016 : Aikatsu Stars ! : Yume Nijino
- 2016 : Garo : Divine Flame : Roberto Lewis[8]
- 2019 : Made in Abyss : L'aube du voyage : Riko
- 2019 : Made in Abyss : Le crépuscule errant : Riko
- 2019 : KonoSuba - God's blessing on this wonderful world!- Legend of Crimson : Funifura[68]
- 2020 : Made in Abyss : L'Aurore de l'âme des Profondeurs : Riko
- 2020 : High School Fleet the movie : Sachiho "Sunny" Chiba[69]
- 2022 : Kaguya-sama: Love Is War - The First Kiss That Never Ends : Miko Iino[70]
- 2024 : Mon Oni à moi : Tsumugi

### Jeux vidéo
- 2016 : Granblue Fantasy : Chloé
- 2018 : Onsen Musume : Hinata Kinugawa[71]
- 2018 : Shōjo Kageki Revue Starlight -Re LIVE- : Lalafin Nonomiya[72]
- 2018 : Valkyrie Connect : Frigg
- 2020 : Idolmaster Cinderella Girls: Starlight Stage : Akira Sunazuka
- 2020 : Chevaliers : Kafka
- 2021 : Assault Lily Last Bullet : Himeka Sadamori
- 2021 : Smile of the Arsnotoria : Petit Albert[73]
- 2021 : Azur Lane : USS New Jersey (BB-62)
- 2021 : Closers : Shizuku Hoshino (Eunha)
- 2022 : Fire Emblem Warriors: Three Hopes : Shez (femme)
- 2022 : Fire Emblem Heroes : Shez (femme), Tina
- 2022 : The Eminence in Shadow: Master of Garden : 664[74]
- 2022 : Genshin Impact : Layla
- 2022 : Made in Abyss: Binary Star Falling into Darkness : Riko[75]
- 2022 : Samurai Maiden : Komimi[76]
- 2023 : Towa Tsugai : Hachidori[77]
- 2023 : Fuga: Melodies of Steel 2 : Socks Million[78]
- 2023 : Échocalypse : Lumin[79]

### Lives
- Apple of My Eye : Bailey Andrews[80]
- Le Revenant : Victor[81]

## Discographie

### Album
- 2021 : Prologue

### EP
- 2022 : Fizzy Night